# Праведники народов мира в России

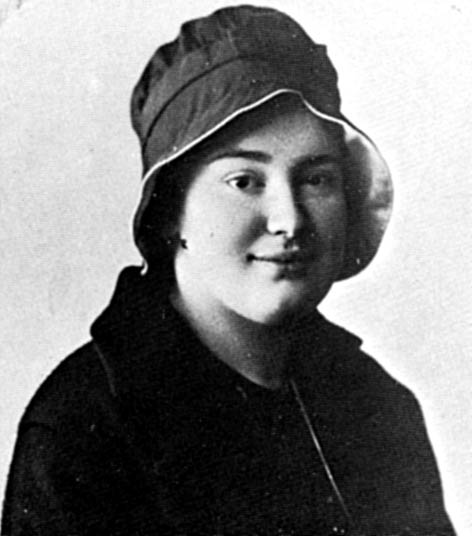
Мария (Скобцова) — монахиня, спасавшая еврейских детей в оккупированном Париже и погибшая в концлагере «Равенсбрюк»

Праведники народов мира в России — лица, спасавшие евреев в период Холокоста, которым присвоено почётное звание «Праведник народов мира» израильским Институтом Катастрофы и героизма «Яд ва-Шем».
Первым в списке российских праведников мира эту награду получил в 1979 году старообрядец из русской семьи Амфиан Герасимов, спасавший во время войны евреев в Риге. Всего звание присвоено 221 лицам, отнесенных «Яд ва-Шем» к России.
К началу XXI века почти все российские праведники уже умерли. По состоянию на 1 декабря 2010 года из российских праведников мира в живых оставались 9 человек. Предпоследний из живших в России праведников украинец Иван Левчук умер 10 октября 2022 года.

## Отношение к праведникам

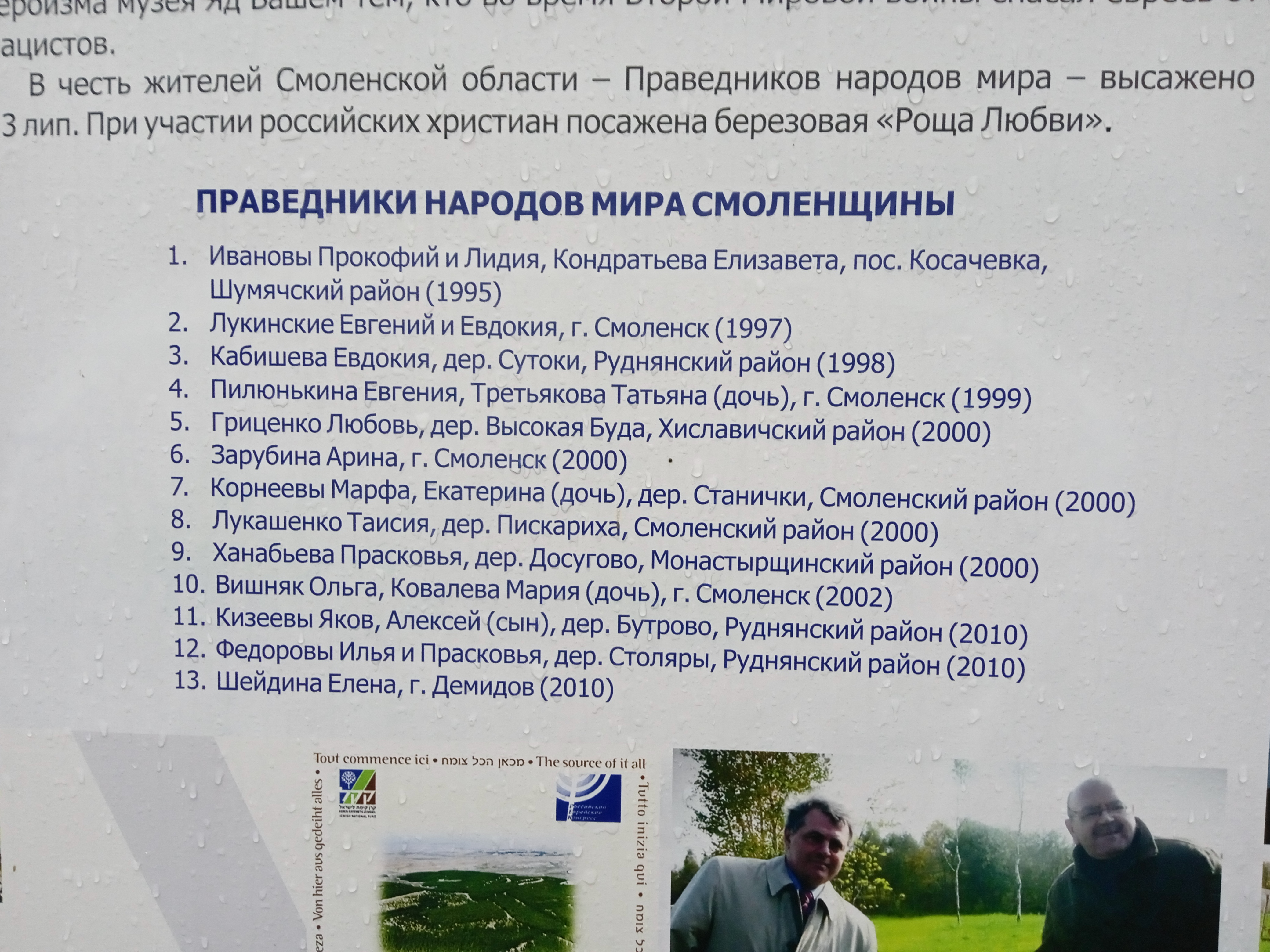
Праведники народов мира Смоленской области, мемориал жертвам Холокоста в Любавичах

Во многих европейских странах, где живут праведники мира (например, в Великобритании, Германии, Австрии и Украине), они награждаются национальными наградами. В 2004 году руководители научно-просветительного центра «Холокост» Алла Гербер и Илья Альтман обратились к президенту России Владимиру Путину с просьбой отметить заслуги российских праведников мира, но через год материалы были возвращены. Позже Илья Альтман заявил:

Россия — единственное государство, которое не награждает никак государственными наградами людей, признанных Яд-Вашем «праведниками мира».

Американский еврейский распределительный комитет («Джойнт») в России оказывает Праведникам мира комплекс социальных услуг, включающий материальную поддержку и патронажный уход.
Российский еврейский конгресс с 1996 года оказывает каждому российскому праведнику мира ежемесячную материальную помощь.
В 2012 году в деревне Любавичи Смоленской области была открыта первая в России Аллея праведников народов мира.

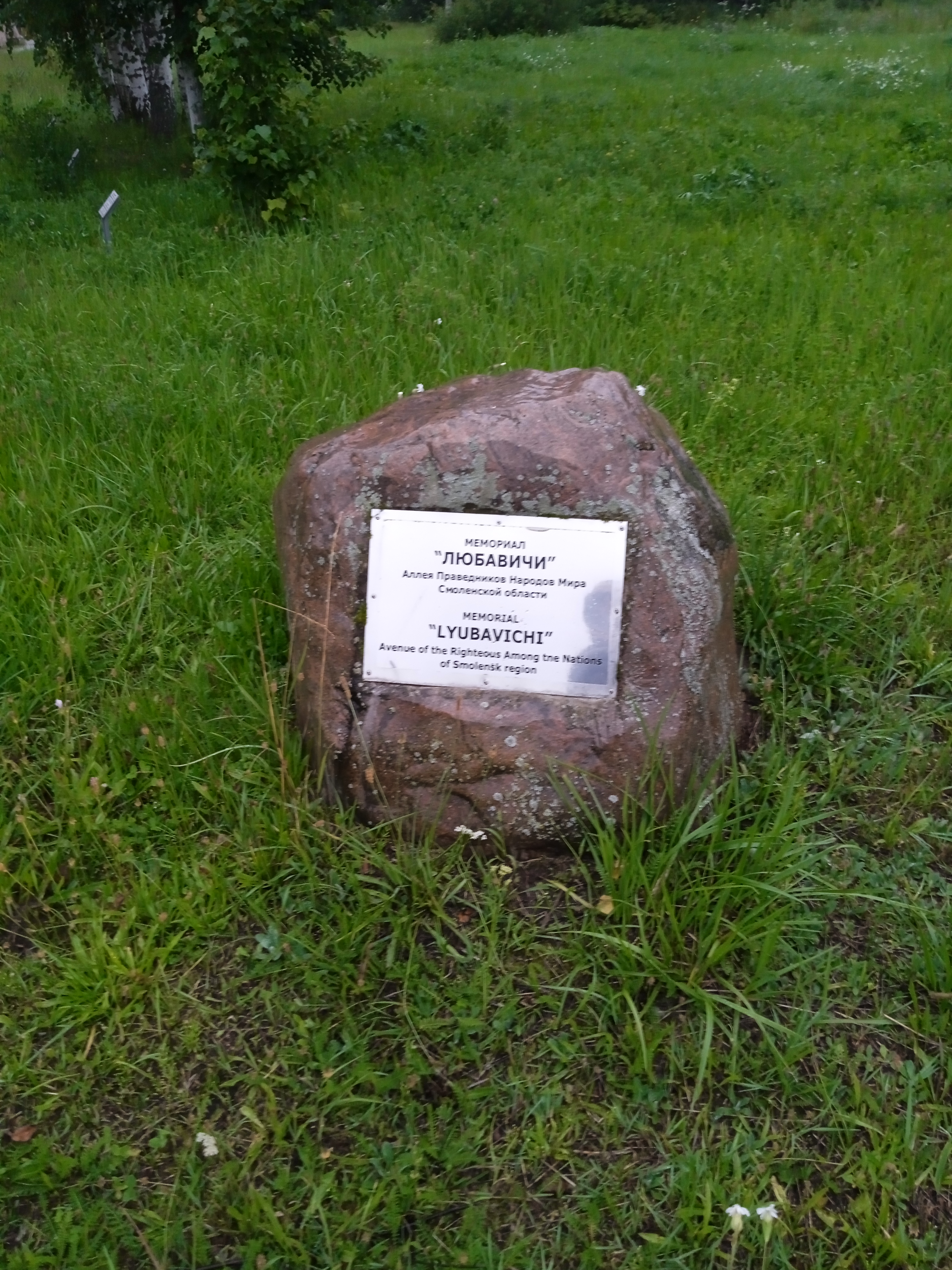
Аллея Праведников народов мира Смоленской области
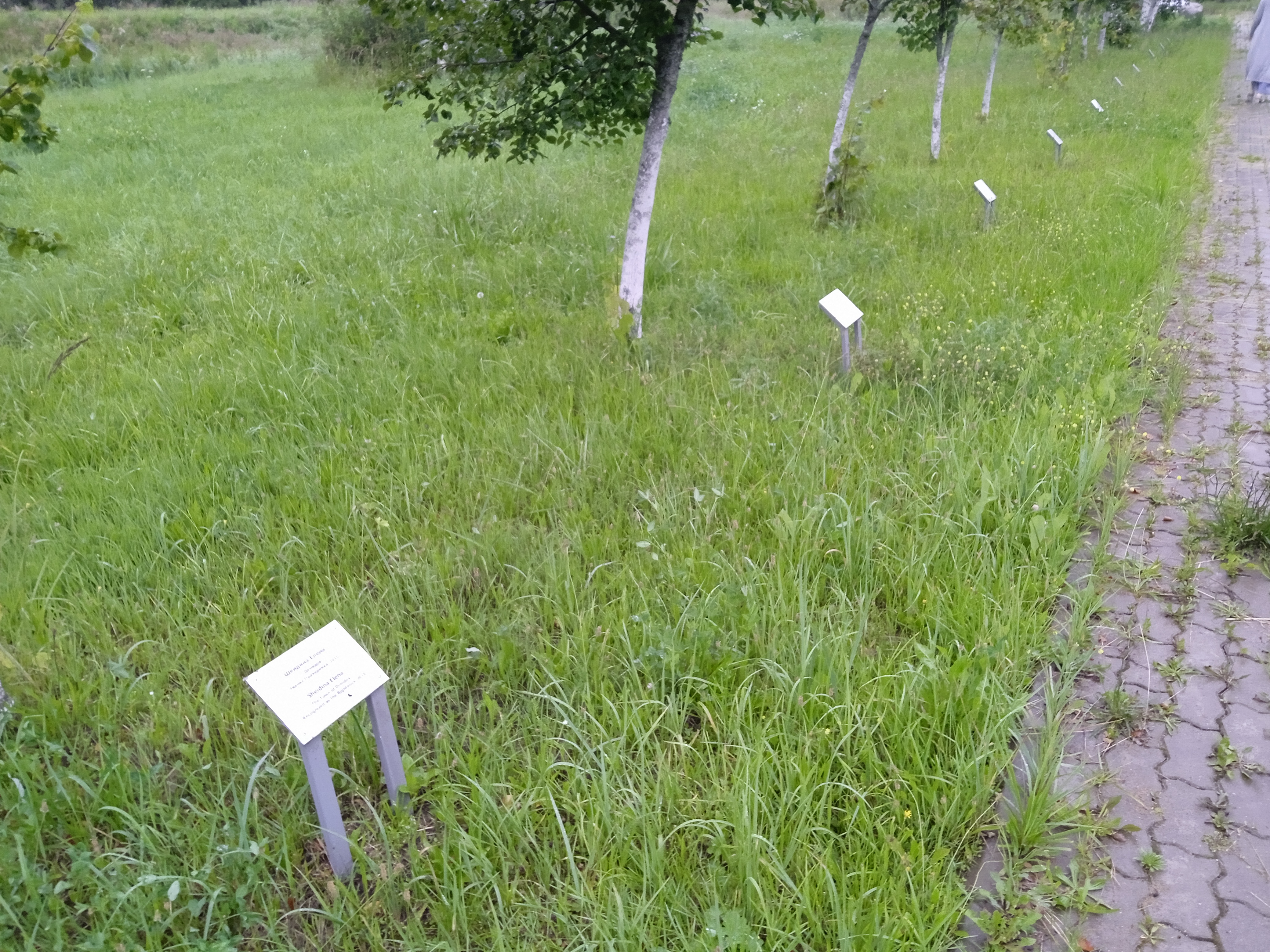
Аллея Праведников народов мира Смоленской области

## Список
| Имя | Год присвоения звания | Вид помощи                                                                             |
| --- | --------------------- | -------------------------------------------------------------------------------------- |
| Абрамова (Мандель) Татьяна и её дочь Зембржуска Галина                                                        | 1986                  | Предоставление убежища; другое                                                         |
| Акименковы Данил (1883—1961) и Анастасия (1885—1962)                                                          | 1996                  | Предоставление убежища                                                                 |
| Аксентовы Егор (?—1966) и Катерина (?—1956) и их дочери Чешенко Сусанна (1922—1999) и Мария (1925—?)          | 2002                  | Предоставление убежища; Фальшивые документы                                            |
| Алексеев Иван (1908—1974)                                                                                     | 2008                  | Снабжение предметами первой необходимости; Лжесвидетельство; Другое                    |
| Алексеевы Лука (1884—1967) и Марфа (1886—1969)                                                                | 2006                  | Предоставление убежища                                                                 |
| Артемьевы Василий и Полина и их дочь Николаева Тамара (1920—?)                                                | 1995                  | Предоставление убежища                                                                 |
| Баранова Полина (?—1978)                                                                                      | 1997                  | Предоставление убежища; Снабжение предметами первой необходимости; Фальшивые документы |
| Белков, Сергей и его дети Дмитрий (?—2002) и Кира(1922—2003)                                                  | 1997                  | Предоставление убежища; Фальшивые документы; Помощь в поиске убежища                   |
| Бобин Константин и Анна                                                                                       | 2016                  |                                                                                        |
| Бойко Юлия (Кротенко; 1894—1972)                                                                              | 1991                  | Предоставление убежища                                                                 |
| Бондаренко Прасковья и её дочь Дарья (Рыжова)                                                                 | 1998                  | Предоставление убежища                                                                 |
| Бурлаков Аксентий, Матрёнв и дочь Зинаида                                                                     | 2019                  |                                                                                        |
| Бурячок Вера (1906—1993)                                                                                      | 1997                  | Предоставление убежища                                                                 |
| Винникова (Какотко) Екатерина см. также Мозговая Таисия                                                       | 2000                  | Предоставление убежища; Снабжение предметами первой необходимости                      |
| Виноградова Устинья (1904—1981)                                                                               | 2002                  | Предоставление убежища                                                                 |
| Вишняк Ольга (1900—1978) и её дочь Ковалёва (Вишняк), Мария (1923—?)                                          | 2002                  | Предоставление убежища                                                                 |
| Воронина Вера (1919—?)                                                                                        | 2001                  | Предоставление убежища                                                                 |
| Восковая, Зоя Ильинична (1920-?) и её свекровь Марфа (1893—1969)                                              | 2003                  | Предоставление убежища                                                                 |
| Георге, Ольга (1905—1943)                                                                                     | 2014                  | Предоставление убежища                                                                 |
| Герасимов Амфиан (1903—1990)                                                                                  | 1979                  | Предоставление убежища; Снабжение предметами первой необходимости                      |
| Гладких (Прилепская) Мария                                                                                    | 1999                  | Предоставление убежища                                                                 |
| Григорьева Пелагея(1896—1967)                                                                                 | 2001                  | Предоставление убежища                                                                 |
| Гриценко Любовь                                                                                               | 2000                  | Предоставление убежища                                                                 |
| Губанова, Мария                                                                                               | 2014                  | Предоставление убежища                                                                 |
| Губарева Анастасия (?—1998) и её сестра Клавдия (Ульянова)                                                    | 2002                  | Предоставление убежища; Лжесвидетельство                                               |
| Гурьяновы Михаил (1896—1979) и Татьяна (1907—1987)                                                            | 2000                  | Предоставление убежища                                                                 |
| Данилевский Григорий                                                                                          | 2016                  |                                                                                        |
| Дедова Агриппина и её дети Раиса (1922—1988) и Владимир (1925—?)                                              | 2000                  | Предоставление убежища                                                                 |
| Денисюк, Елизавета                                                                                            | 1999                  | Предоставление убежища                                                                 |
| Дзюбанова, Надежда (1915—1995) (вар. Цюбанова)                                                                | 2003                  | Предоставление убежища                                                                 |
| Динишаева, Венера(1903-?) см. также Леониди Софья                                                             | 2000                  | Предоставление убежища                                                                 |
| Дорожинский, Николай Николаевич (1929—2011)                                                                   | 1999                  | Фальшивые документы; Лжесвидетельство                                                  |
| Дорохова, Дарья (1912—1971)                                                                                   | 2004                  | Предоставление убежища; Лжесвидетельство                                               |
| Дудины Николай (1890—1966) и Любовь (1914—1994) см. также Образцова (Дудина) Изабелла                         | 1997                  | Предоставление убежища                                                                 |
| Дудник Наталья (?—1977)                                                                                       | 1997                  | Предоставление убежища                                                                 |
| Духанова Татьяна                                                                                              | 2016                  |                                                                                        |
| Еремины Иван и Пелагея и их сын Сим (1932—2006)                                                               | 1996                  | Предоставление убежища; Снабжение предметами первой необходимости; Другое              |
| Жёлтая, Александра                                                                                            | 2014                  | Предоставление убежища; Фальшивые документы                                            |
| Загурская, Михалина и её дети Адель (1923—2001) и Зоя (Верёвкина;1926—2012)                                   | 1997                  | Предоставление убежища                                                                 |
| Зарубина, Арина                                                                                               | 2000                  | Предоставление убежища; Помощь в поиске убежища                                        |
| Зирченко, Павел и его сын Михаил (1927—2020)                                                                  | 2005                  | Снабжение предметами первой необходимости; Фальшивые документы                         |
| Зюзина, Елена (1908—1998)                                                                                     | 2006                  | Предоставление убежища                                                                 |
| Иванов, Прокофий (1888—1969)и жена Лидия (?-1943) см. также Кондратьева, Елизавета                            | 1995                  | Предоставление убежища                                                                 |
| Кабешева, Евдокия (1917—?)                                                                                    | 1990                  | Предоставление убежища                                                                 |
| Калаферова, Ирина (1900—1987)                                                                                 | 2006                  | Предоставление убежища                                                                 |
| Карнаух, Анна (1897—1973) и её дочь Евдокия (1918-?)                                                          | 2000                  | Предоставление убежища                                                                 |
| Кизеев, Яков (1888—1967) и его сын Алексей (1929—2015)                                                        | 2010                  | Предоставление убежища; Организация побега                                             |
| Киселёв, Николай Яковлевич (1913—1974)                                                                        | 2005                  | Организация побега; Другое                                                             |
| Клепинин, Дмитрий Андреевич (отец Димитрий; 1904—1944)                                                        | 1985                  | Фальшивые документы; Снабжение предметами первой необходимости                         |
| Клявенко Григорий, Мария и сын Александр                                                                      | 2019                  |                                                                                        |
| Ковляшенко, Тихон (1873—?) и Матрёна (1880—?)                                                                 | 1998                  | Предоставление убежища                                                                 |
| Колесникова, Екатерина (1907—1993)                                                                            | 1993                  | Предоставление убежища                                                                 |
| Комаровская (Трескова), Тамара (1913—?) и её сестра Елена (1924—?)                                            | 1997                  | Предоставление убежища; Фальшивые документы; Снабжение предметами первой необходимости |
| Кондратьева, Елизавета (1917—2002)                                                                            | 1999                  | Предоставление убежища                                                                 |
| Кононова, Елизавета                                                                                           | 2008                  | Предоставление убежища;Фальшивые документы; Организация побега; Другое                 |
| Корабликова, Евдокия Харлампиевна (1883—1966) и её дочь Фетинья (1905—1953)                                   | 2005                  | Предоставление убежища                                                                 |
| Коростовцев Борис                                                                                             | 2018                  |                                                                                        |
| Корнеева, Екатерина и её мать Марфа                                                                           | 2000                  | Предоставление убежища                                                                 |
| Корнейчук, Иван и Любовь (1918—?) см. также Кураковы Григорий и Пелагея                                       | 2001                  | Предоставление убежища; Лжесвидетельство                                               |
| Коровин, Семён (1888—?) и жена Ксения (1904—?)                                                                | 1995                  | Предоставление убежища; Помощь в поиске убежища                                        |
| Королькова, Екатерина (1900—1950)                                                                             | 1999                  | Предоставление убежища; Фальшивые документы                                            |
| Косолова, Елена и её дочь Нина (Каверина)(1928-?)                                                             | 2005                  | Предоставление убежища                                                                 |
| Кратко, Демьян; жена Наталья и сын Василий (1929-?)                                                           | 2014                  | Предоставление убежища                                                                 |
| Кривченкова, Прасковья (1911—?)                                                                               | 2008                  | Предоставление убежища                                                                 |
| Крынская (Кринская) Марта                                                                                     | 2002                  | Предоставление убежища                                                                 |
| Кудреватых, Николай Васильевич (1920—?)                                                                       | 1996                  | Помощь в поиске убежища; Другое                                                        |
| Кудрицкая, Вера (1918—1990)                                                                                   | 2003                  | Предоставление убежища                                                                 |
| Кудрявцев, Егор                                                                                               | 1999                  | Предоставление убежища                                                                 |
| Кулик, Порфирий                                                                                               | 2003                  |                                                                                        |
| Кураков, Григорий (1887—?) и жена Пелагея (1885—?)                                                            | 2001                  | Предоставление убежища; Лжесвидетельство                                               |
| Леониди, София (1903-?)                                                                                       | 2000                  | Предоставление убежища                                                                 |
| Лешингер, Николай Николаевич (1912—1998)                                                                      | 2001                  | Предоставление убежища                                                                 |
| Лимарёва, Анна (1913—?)                                                                                       | 2005                  | Предоставление убежища                                                                 |
| Линиченко, Николай (1901—1990) и жена Варвара (1897—1970)                                                     | 2003                  | Предоставление убежища; Фальшивые документы; Лжесвидетельство                          |
| Лоцвина Зоя и её отец Иван Круподёров                                                                         | 2018                  |                                                                                        |
| Лукашенко, Таисия (1915-?)                                                                                    | 2000                  | Предоставление убежища                                                                 |
| Лукинский, Евгений (?—1962) и жена Евдокия (?—1958)                                                           | 1997                  | Предоставление убежища; Фальшивые документы                                            |
| Лунёва (Ищенко) Клавдия (1914—?)                                                                              | 2003                  | Предоставление убежища; Фальшивые документы                                            |
| Максимова, Варвара (?-1970)                                                                                   | 1993                  | Предоставление убежища                                                                 |
| Малашенко, Нина (1915—?)                                                                                      | 2004                  | Предоставление убежища                                                                 |
| Миронова (Алексеева) Таисия                                                                                   | 1998                  | Предоставление убежища                                                                 |
| Михайличенко, Фёдор Фёдорович (1927—1993)                                                                     | 2009                  | Другое                                                                                 |
| Мозговая, Таисия (?-1949)                                                                                     | 2000                  | Предоставление убежища; Снабжение предметами первой необходимости                      |
| Морозова, Евгения (1907—1997)                                                                                 | 2005                  | Предоставление убежища; Лжесвидетельство; Снабжение предметами первой необходимости    |
| Недостоева, Татьяна Герасимовна (1900—1968)                                                                   | 2000                  | Предоставление убежища; Лжесвидетельство                                               |
| Николаева, Елена (1899—1995)                                                                                  | 2005                  | Предоставление убежища; Фальшивые документы; Помощь в поиске убежища                   |
| Новичихина, Матрёна (1897—1971)                                                                               | 2008                  | Предоставление убежища                                                                 |
| Носаченко Сергей и Анна                                                                                       | 2017                  |                                                                                        |
| Образцова (Дудина) Изабелла (1926—?)                                                                          | 1998                  | Предоставление убежища                                                                 |
| Павлова (Кипровская) Александра (1922—2004)                                                                   | 2005                  | Предоставление убежища; Фальшивые документы                                            |
| Палагута, Иван (1900—1966); жена Прасковья (1899—1976)                                                        | 2001                  | Предоставление убежища                                                                 |
| Палёный, Аким и жена Евдокия (1892—1983)                                                                      | 2014                  | Предоставление убежища                                                                 |
| Передельская (Ронская) Таисия (1922-?)                                                                        | 2000                  | Фальшивые документы                                                                    |
| Петров, Пётр (1881—1969); жена Мария (1888—1977 и их дочери Наталья (Тектониди; 1913—2001 и Татьяна (1914—?)  | 2001                  | Предоставление убежища                                                                 |
| Подвойский, Александр Михайлович (1881—1953); жена Александра (1885—1973)                                     | 2010                  | Предоставление убежища                                                                 |
| Покровская, Анна Михайловна (1904—2001)                                                                       | 1996                  | Предоставление убежища; Фальшивые документы; Организация побега                        |
| Полугородник, Александр (1892-?); жена: Александра (1902-?); Сын: Валентин (1926-?); Сын: Игорь !1927-?)      | 2003                  | Предоставление убежища                                                                 |
| Попова (Рядовая) Анна                                                                                         | 1997                  | Предоставление убежища; Фальшивые документы                                            |
| Пыльнева, Ольга (1916—1983)                                                                                   | 1997                  | Предоставление убежища; Лжесвидетельство                                               |
| Радов, Иван (1916—2001)                                                                                       | 2003                  | Предоставление убежища; Лжесвидетельство; Организация побега                           |
| Репина Мария (1900—1986); дочь Романова (Полоз) Тамара (1922—?), дочь Романова (Соколова) Валентина (1924—?)  | 1998                  | Предоставление убежища; Фальшивые документы                                            |
| Римашевский, Анатолий (1928—1982) и его мать Мария (1904—1994)                                                | 2002                  | Предоставление убежища                                                                 |
| Руденко, Пётр (1893—1973); жена Фекла (1895—1958) и их дети Александра (Самарина; 1923—?) и Николай (1929—?)  | 2001                  | Предоставление убежища                                                                 |
| Самусенко, Матрёна (1915—?)                                                                                   | 2008                  | Предоставление убежища; Организация побега                                             |
| Сафонов, Григорий (?—1943); жена Прасковья (?—1943); дочь Надежда (1926—?); сын Василий (1921—2003)           | 1993                  | Предоставление убежища                                                                 |
| Сергеенко Роман и Анна, их дочери Нина и Вера                                                                 | 2016                  |                                                                                        |
| Мария (Скобцова) (Елизавета Пиленко) (1891—1945)                                                              | 1985                  | Помощь в поиске убежища; Снабжение предметами первой необходимости; Организация побега |
| Смирнов, Гавриил (1895—1945) и Ефросинья (1898—1973)                                                          | 2003                  | Предоставление убежища                                                                 |
| Сорокина, Ксения (1916—?)                                                                                     | 2000                  | Предоставление убежища                                                                 |
| Стародубцева, Мария (1912—1985)                                                                               | 1996                  | Предоставление убежища                                                                 |
| Степовой, Виктор (1924—?) и его мать Матрёна (1901—1976)                                                      | 2002                  | Предоставление убежища                                                                 |
| Стрилецкая, Дарья (1914—?)                                                                                    | 2001                  | Предоставление убежища                                                                 |
| Ступак, Семён (1888—1971); жена Феодосия (1888—1975); дочь Мария (Теребилова; 1926—?)                         | 2003                  | Предоставление убежища                                                                 |
| Тарасов, Иван                                                                                                 | 1999                  | Предоставление убежища; Помощь в поиске убежища                                        |
| Тимошенко, Ефросинья (1893—1980)                                                                              | 2014                  | Предоставление убежища                                                                 |
| Третьякова, Татьяна (1924—?) и её мать Евгения Пилюнкина                                                      | 1999                  | Предоставление убежища                                                                 |
| Фёдоров, Илья; жена Прасковья                                                                                 | 2010                  | Предоставление убежища; Организация побега                                             |
| Фролова, Мария                                                                                                | 2003                  |                                                                                        |
| Харюта, Павел; жена: Татьяна (Зеленская) (1919-?)                                                             | 1995                  | Предоставление убежища                                                                 |
| Халамлиев, Шамаил (1875—?); жена: Халамлиева, Фердаус (1890—?); сын: Султан (1924—2003); Сын: Мухтар (1918—?) | 1994                  | Предоставление убежища                                                                 |
| Хонабьева, Прасковья Елизафовна                                                                               | 2000                  | Предоставление убежища                                                                 |
| Цвиленёва, Варвара Алексеевна (1915—1998)                                                                     | 1996                  | Предоставление убежища; Фальшивые документы                                            |
| Цельмраугс, Георг (1881—1971); жена Цельмрауга Анна (1888—1969)                                               | 2005                  | Предоставление убежища                                                                 |
| Чапланова, Ольга (1896—1979)                                                                                  | 2002                  | Предоставление убежища                                                                 |
| Черлецкая, Любовь (1922—?)                                                                                    | 2001                  | Предоставление убежища                                                                 |
| Чи Фу Лин, Таисия (1918—1988)                                                                                 | 1998                  | Предоставление убежища                                                                 |
| Чикалов, Владимир (?—1973); жена: Чикалова, Анна (?—1991)                                                     | 2010                  | Предоставление убежища                                                                 |
| Чумасова, Мария (1902—1987); дочь Александра (1929—?)                                                         | 2004                  | Предоставление убежища; Другое                                                         |
| Шейдина, Елена (1900—1959)                                                                                    | 2010                  | Предоставление убежища                                                                 |
| Широкова, Евдокия (1894—1974)                                                                                 | 2005                  | Предоставление убежища                                                                 |
| Шоренко, Владимир (1915—1993); жена Пелагея (1918—1981)                                                       | 2003                  | Предоставление убежища                                                                 |
| Юрков, Василий (1912—1998); жена Ефросинья (1915—1997); мать Евдокия (1876—1960)                              | 2004                  | Предоставление убежища; Организация побега; Снабжение предметами первой необходимости  |